# Festival de Eurovisión de Jóvenes Músicos 2004
La XII edición del Festival de Eurovisión de Jóvenes Músicos se celebró en el Culture and Congress Centre de Lucerna (Suiza) el 27 de mayo de 2004.
De 16 países interesados en participar, 7 consiguieron ser seleccionados para competir en la final televisada de esta edición del certamen.
Austria se convierte en la ganadora de esta edición con su segunda victoria consecutiva, en esta ocasión, representada por Alexandra Soumm tocando el violín.

## Ronda preliminar
| - Bélgica - Chipre - Croacia - Dinamarca - Eslovenia - Finlandia - Grecia |  | - Italia - Letonia - Países Bajos - Reino Unido - Rumania - Suecia |  |

## Participantes y Clasificación
| Posición | País y TV       | Representante         | Instrumento |
| -------- | --------------- | --------------------- | ----------- |
| 1        | Austria ORF     | Alexandra Soumm       | Violín      |
| 2        | Alemania ZDF    | Koryun Asatryan       | Saxofón     |
| 3        | Rusia RTR       | Dinara Nadzhafova     | Piano       |
| -        | Estonia ETV     | Jaan Kapp             | Piano       |
| -        | Noruega NRK     | Vilde Frang Bjærke    | Violín      |
| -        | Polonia TVP     | Agnieszka Grzybowska  | Percusión   |
| -        | Suiza SSR / TSR | Giuliano Sommerhalder | Trompeta    |

### Artistas que regresan
- Andreas Ioannides: Representó a Chipre en la edición anterior.

- Vilde Frang Bjaerke: Representó a Noruega en la edición anterior.

## Predecesor y sucesor
| Predecesor: Berlín 2002 | Festival de Eurovisión de Jóvenes Músicos Lucerna 2004 | Sucesor: Viena 2006 |